# José Valdeci Santos Mendes
José Valdeci Santos Mendes (ur. 12 września 1961 w Coroatá) – brazylijski duchowny katolicki, biskup Brejo od 2010.

## Życiorys
11 grudnia 1994 otrzymał święcenia kapłańskie i został inkardynowany do diecezji Coroatá. Pracował jako duszpasterz parafialny, był także m.in. rektorem diecezjalnego seminarium (2007-2010).
5 maja 2010 papież Benedykt XVI mianował go biskupem diecezji Brejo. Sakry biskupiej udzielił mu 21 sierpnia 2010 ordynariusz Coroaty - biskup Reinhard Pünder.